# Хрыницкий (герб)
Хрыницкий (пол. Chrynicki ) — польский шляхетский герб.

## Описание
В красном поле серебряный опрокинутый крест, из которого выходит вверх удка, с двумя крючками. В навершии шлема пять страусовых перьев. Герб Хрыницкий внесен в Часть 1 Гербовника дворянских родов Царства Польского, стр. 128.

## Используют
Хычевские, в прежнем Плоцком Воеводстве оседлые. Из них Николай в 1704 году владел там же имением Оржешки и Хычево.